# 10727 Akitsushima
10727 Akitsushima eller 1987 DN är en asteroid i huvudbältet som upptäcktes den 25 februari 1987 av de båda japanska astronomerna Takeshi Urata och Tsuneo Niijima i Ojima. Enligt japansk mytologi använde japans förste kejsare ordet Akitsushima för att beskriva Japan.
Asteroiden har en diameter på ungefär 13 kilometer.